# John Lennon
John Winston Ono Lennon (Liverpool, 9. listopada 1940. – New York, 8. prosinca 1980.), bio je britanski glazbenik, skladatelj, tekstopisac, pjevač i gitarist najpopularnijeg glazbenog rock banda 20. stoljeća, Beatlesa.

## Djetinjstvo
John Winston Lennon rođen je u Liverpoolu 9. listopada 1940., dok mu je otac, Fred Lennon, bio odsutan od kuće. Otac se vratio obitelji pet godina kasnije, no supruga Julia više nije željela živjeti s njime. Dječak je odrastao kod tete Mimi, majčine sestre. Majka je umrla 1958., u prometnoj nesreći pred tetinom kućom, kada je Johnu bilo sedamnaest godina. John je dosadu u školi razbijao crtanjem svojih kolega i profesora i markiranjem s nastave. Budućnost mu nije izgledala sjajno dok teta nije zamolila ravnatelja škole da mu napiše preporuku za Liverpool Art College, zbog njegova crtanja. 

## The Beatles
Godine 1955. osnovao je svoju prvu grupu, The Quarrymen, s prijateljem Peteom Shottonom. Ostali članovi bili su Nigel Walley i Ivan Vaughan. Ivan Vaughan je upoznao Johna sa svojim prijateljem Paulom McCartneyjem 1957. Zajedno s njime i, nešto kasnije, Georgeom Harrisonom osniva grupu The Beatles. Kasnije (1962.) im se pridružio Ringo Starr. Godine 1963. objavljuju svoj prvi album Please, Please Me. Pjesme Help!, Strawberry Fields Forever i I Am The Walrus bili su Lennonovi važniji doprinosi Beatlesima koji su osvojili srca slušatelja i top liste. Grupa se raspada 1970. godine. Posljednji Lennonovi hitovi za grupu bili su Revolution, Across the Universe, Don't Let Me Down i Come Together.

## Solo albumi
Već prije raspada grupe snimio je tri eksperimentalna albuma s drugom suprugom Yoko Ono. Najuspješniji albumi su mu John Lennon/Plastic Ono Band iz 1970. i Imagine iz 1971. Najvažnije pjesme iz razdoblja solo karijere su Instant Karma!, Working Class Hero, God, Stand by Me, Imagine i Mind Games. Za razliku od McCartneyja koji je imao desetak pjesama na vrhu Top Tena, Lennonu je to uspjelo samo jednom, s pjesmom Whatever Gets You Thru The Night, u duetu s Eltonom Johnom.

## Ubojstvo
Ubijen je 8. prosinca 1980. godine u 22:50 ispred zgrade Dakota, vraćajući se sa snimanja materijala za novi album. Počinitelj je identificiran kao Mark David Chapman. On je ranije istog dana, oko 17:00h, čekao Lennona ispred zgrade Dakota zajedno s grupom obožavatelja. Lennon mu je dao autogram. Tom prilikom je napravljenja posljednja fotografija Johna Lennona, jer je jedan od obožavatelja, amaterski fotograf Paul Goresh, fotografirao trenutak kada je davao autogram svom ubojici Chapmanu.
Prema izjavama svjedoka, Chapman je čekao Lennona i Ono u sjeni prolaza u obližnje dvorište. Kada su njih dvoje izašli iz taksija i uputili se prema ulaznim vratima, Chapman je dozvao Lennona. Potom je ispalio pet metaka, od kojih su četiri pogodila tijelo Lennona. John Lennon je napravio par koraka i prije no što je pao, rekao: "Upucan sam". Čekajući policiju, iz džepa je izvadio primjerak knjige "Lovac u žitu". Zanimljivo je kako je dotičnu knjigu za vrijeme atentata imao ubojica J.F.Kennedyja. Po dolasku policije nije pružao otpor i priznao je krivnju.
Policajci koji su prvi stigli na mjesto zločina su, vidjevši da se radi o teškim ozljedama, hitno odvezli Lennona u bolnicu svojim kolima, ne čekajući hitnu pomoć. Dežurni liječnik je ustanovio smrt po dolasku u bolnicu. Ozljede su bile teške, metci su pogodili aortu, glavnu žilu koja odvodi krv iz srca. Lennon je do dolaska u bolnicu izgubio oko 80% krvi iz tijela. U 23 sata i 7 minuta službeno je proglašen mrtvim. Na prvu vijest o ubojstvu Lennona, ljudi su se počeli spontano okupljati pred bolnicom i pred njegovim stanom u zgradi The Dakota paleći svijeće i pjevajući Lennonove pjesme. Širom svijeta, televizijski i radio programi su prekinuti zbog vijesti o ubojstvu Johna Lennona. 
John Lennon kremiran je u krematoriju groblja Ferncliff u Hartsdaleu. Yoko Ono je rasula njegov pepeo po Central Parku gdje se danas nalazi spomen područje Strawberry Fields. Na Lennonov rođendan, 9. listopada 1985., u Central Parku, nedaleko od zgrade Dakota, gdje je Lennon upucan, sagrađen je memorijal njemu u čast zvan Strawberry Fields. Nazvan je po popularnoj pjesmi Beatlesa snimljene 1967. godine. Njegovom su smrću, iako deset godina kasnije, i simbolično završene šezdesete i sve što su one predstavljale.
Mark David Chapman dobio je doživotnu kaznu s mogućnošću pomilovanja nakon 20 godina. Još uvijek odležava kaznu.